# Bezirk Pisino
Der Bezirk Pisino (deutsch: Mitterburg; italienisch: capitanato distrettuale Pisino; slowenisch: okrajni glavarstvo Pazin; kroatisch: kotarsko satničtvo Pazin) war ein Politischer Bezirk in der Markgrafschaft Istrien. Der Bezirk umfasste Gebiete in Zentral- und Ostistrien. Sitz der Bezirkshauptmannschaft war die Gemeinde Pisino (Pazin).

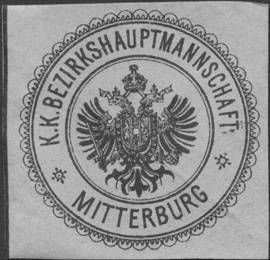
Bezirkshauptmannschaft Mitterburg – Siegelmarke

Das Gebiet wurde nach dem Ersten Weltkrieg dem Königreich Italien zugeschlagen, nach 1947 wurde es von Jugoslawien annektiert und ist seit 1991 Teil Kroatiens.

## Geschichte
Die modernen, politischen Bezirke der Habsburgermonarchie wurden um das Jahr 1868 im Zuge der Trennung der politischen von der judikativen Verwaltung geschaffen. Der Bezirk Pisino wurde dabei 1868 aus den zwei Gerichtsbezirken Albona (Labin) und Pisino (Pazin) geschaffen.
Im Bezirk Pisino lebten 1869 36.569 Personen, bis 1910 stieg die Einwohnerzahl auf 48.518 Menschen an. Von der Bevölkerung hatten 1910 42.924 Kroatisch (88,5 %) als Umgangssprache angegeben, 4.032 Personen sprachen Italienisch (8,3 %), 288 Slowenisch (5,9 %) und 92 Deutsch (0,2 %). Der Bezirk umfasste zuletzt eine Fläche von 859,26 km² sowie zwei Gerichtsbezirke mit insgesamt sechs Gemeinden.
| Jahr | Ein- wohner | Deutsch- sprachige | Italienisch- sprachige | Slowenisch- sprachige | Kroatisch- sprachige |
| ---- | ----------- | ------------------ | ---------------------- | --------------------- | -------------------- |
| 1869 | 36.569      |                    |                        |                       |                      |
| 1880 | 39.964      | 206                | 7.762                  | 307                   | 31.436               |
| 1890 | 41.699      | 142                | 6.703                  | 390                   | 33.773               |
| 1910 | 48.518      | 92                 | 4.032                  | 288                   | 42.924               |